# Der letzte Mohikaner (1920)
Der letzte Mohikaner aus dem Jahre 1920 ist eine der ersten Verfilmungen des Romans Der letzte Mohikaner von James Fenimore Cooper. Der Stummfilm entstand überwiegend unter der Leitung des eigentlichen Regieassistenten Clarence Brown.

## Handlung
Während des sogenannten Franzosen- und Indianerkrieges zwischen den Franzosen und Briten und den mit ihnen jeweils verbündeten Indianerstämmen, kommt es zu Auseinandersetzungen um das britische Fort William Henry. Während die Huronen unter Magua mit den Franzosen verbündet sind, stehen die Mohikaner Chingachcook und Uncas auf Seiten der Briten. Als das Fort von den Franzosen erobert wird, kommt es zu einem Massaker. Cora Munro, die Tochter des britischen Kommandanten von Fort Henry, droht, sich von einem Felsen zu stürzen, bevor sie Magua in die Hände fällt. Uncas, der in Cora verliebt ist, kommt zu spät um sie zu retten.

## Filmmusik
Der aus Grottkau in Oberschlesien gebürtige, 1907 in die USA ausgewanderte Cellist und Komponist Arthur Kautzenbach (1882–1969), der sich nach 1918 Arthur Kay nannte und in Sid Graumans Million Dollar Theatre in Los Angeles das Kinoorchester dirigierte, schrieb 1920 eine Illustrationsmusik zu dem Film.

## Auszeichnungen
- 1994 National Film Registry Award der Library of Congress